# A.W.F. Edwards
Anthony William Fairbank Edwards, född 4 oktober 1935 i London, är en brittisk statistiker, genetiker och evolutionsbiolog och Fellow of the Royal Society. 
Han är son till kirurgen Harold C. Edwards och bror till den medicinska genetikern John H. Edwards. För att inte sammanblandas med sin bror har han ibland kallats "Fishers Edwards", eftersom hans mentor var Ronald Fisher.
I en tidskriftsartikel från 2003 kritiserade Edwards det argument som Richard Lewontin använde i en artikel från 1972 för att hävda att ras är en ogiltig taxonomisk konstruktion. Edwards kallade det för Lewontins felslut (Lewontin's fallacy).